# Hellboy (mixtape)
Hellboy es el cuarto y último mixtape del rapero estadounidense Lil Peep. Fue lanzado el 25 de septiembre de 2016 (que se produce meses después de firmar con la compañía de administración, First Access Entertainment, relacionada capitalmente con Warner Music Group). El mixtape tenía un sencillo, "Girls", que fue lanzado el 4 de enero de 2017. Un video musical para complementar el sencillo fue lanzado el mismo día de su lanzamiento.
Tras el fallecimiento de Peep en noviembre de 2017 por una sobredosis de drogas dentro de los catorce meses posteriores a su lanzamiento, un artículo de Billboard en homenaje al fallecido rapero mencionó a "Girls" como una de las siete canciones del fallecido rapero como una de sus mejores obras. En 2019, Pitchfork ubicó a Hellboy en el número 193 en su lista de "Los 200 mejores álbumes de la década de 2010".
El 25 de septiembre de 2020, la propiedad de Peep relanzó Hellboy a las plataformas de transmisión en su cuarto aniversario. Se lanzó con 'drive by' siendo reproducido con la ayuda de Kyle Dixon y Michael Stein debido a problemas de aprobación de muestras.

## Antecedentes
El 30 de agosto de 2016, Peep anunció que el mixtape se lanzaría el 25 de septiembre de 2016 en su cuenta de Twitter. Originalmente, el mixtape iba a constar de ocho pistas. Siete de ellos, quedaron en el proyecto final, dos con nombres ajustados. La canción "Honestly", quedó fuera del lanzamiento inicial del proyecto; producido por el colaborador frecuente Horse Head, se lanzó más tarde como sencillo en todas las plataformas de transmisión en diciembre de 2016.
La portada del álbum presenta a Lil Peep de pie, mirando al suelo, mientras usa una camiseta de hockey de los New Jersey Devils. Fue fotografiada por Miller Rodríguez. En una entrevista filmada para GQ en 2017, Peep había explicado que había leído cómics de Hellboy y era fanático del personaje. Hellboy fue lanzado comercialmente el 25 de septiembre de 2020.

## Lista de canciones
| Hellboy |                                                                       |                  |          |  |
| N.º     | Título                                                                | Producer(s)      | Duración |  |
| 1.      | «Hellboy»                                                             | Smokeasac        | 2:57     |  |
| 2.      | «Drive By» (con Xavier Wulf)                                          | Nedarb           | 2:57     |  |
| 3.      | «OMFG»                                                                | Nedarb           | 3:17     |  |
| 4.      | «The Song They Played [When I Crashed Into The Wall]» (con Lil Tracy) | Smokeasac        | 2:15     |  |
| 5.      | «Fucked Up»                                                           | Horse Head       | 2:36     |  |
| 6.      | «Cobain» (con Lil Tracy)                                              | Smokeasac        | 2:30     |  |
| 7.      | «Gucci Mane»                                                          | Charlie Shuffler | 2:18     |  |
| 8.      | «Interlude»                                                           | Brobak           | 3:22     |  |
| 9.      | «Worlds Away»                                                         | Horse Head       | 2:07     |  |
| 10.     | «Red Drop Shawty» (con KirbLaGoop)                                    | Charlie Shuffler | 2:45     |  |
| 11.     | «Girls» (con Horse Head)                                              | Dirty Vans       | 4:00     |  |
| 12.     | «Nose Ring»                                                           | Cian P           | 2:53     |  |
| 13.     | «We Think Too Much»                                                   | Nedarb           | 3:18     |  |
| 14.     | «The Last Thing I Wanna Do»                                           | Smokeasac        | 2:27     |  |
| 15.     | «Walk Away As The Door Slams» (con Lil Tracy)                         | Yung Cortex      | 2:40     |  |
| 16.     | «Move On, Be Strong»                                                  | Smokeasac        | 2:01     |  |

## Posicionamiento en lista
| Lista (2020)                    | Posiciones |
| ------------------------------- | ---------- |
| Alemania (Media Control Charts) | 52         |
| Bélgica (Ultratop flamenca)     | 60         |
| Bélgica (Ultratop valona)       | 181        |
| Países Bajos (Album Top 100)    | 61         |
| Irlanda (OCC)                   | 43         |
| Reino Unido (UK Albums Chart)   | 37         |